# Nederlandse Top 40

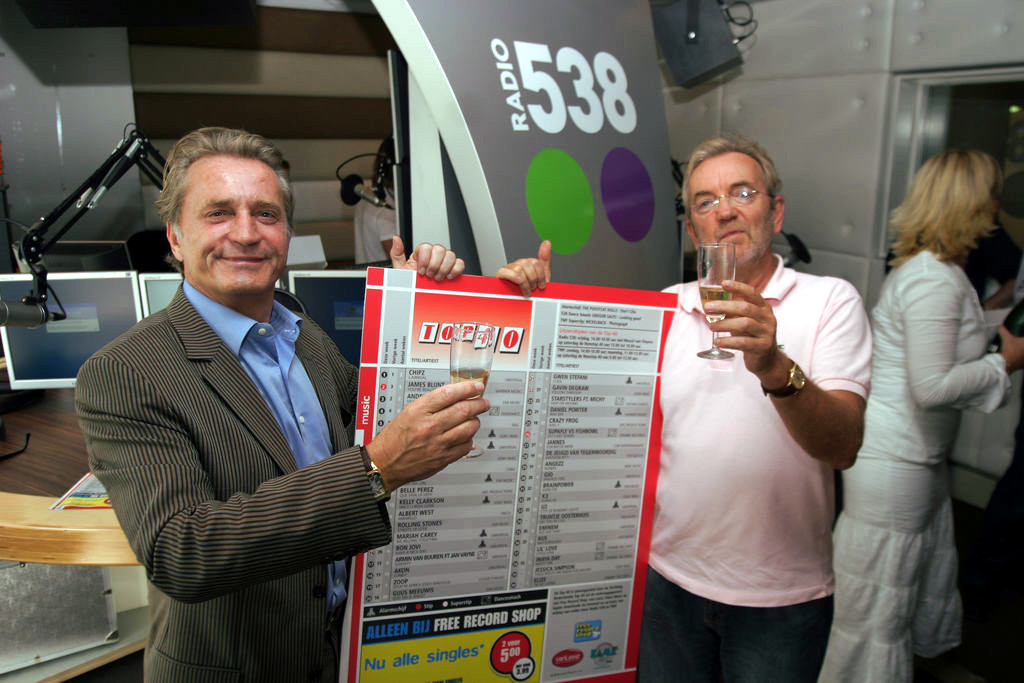
Ханс Брехуховен и Лекс Хардинг на праздновании печатного издания голландской Top 40 в 2005 году

Dutch Top 40 (нидерл. Nederlandse Top 40) — еженедельный нидерландский музыкальный хит-парад, составляемый компанией Stichting Nederlandse Top 40. Был создан в качестве радиопрограммы под названием «Veronica Top 40», на морской (оффшорной) радиостанции Radio Veronica в 1965 году. Название «Veronica Top 40» сохранялось вплоть до 1974 года, пока радиостанция не была вынуждена прекратить вещание.

## История
Dutch Top 40 не был первым голландским хит-парадом. Задолго до 1965 года несколько агентств составляли различные списки популярности синглов, в частности Elsevier и радиопередача Time for Teenagers. Инициатором Dutch Top 40 был Йост Драййер (Joost den Draaijer). В ноябре 1964 года он учился в Соединенных Штатах, откуда возвратился с идеей о создании собственного хит-парада. Ему удалось убедить руководство радиостанции начать составлять свой список хитов. По словам Йоста Драйера, Радио Вероника нуждалась в собственном хит-параде.
По состоянию на 2 января 1965 года этот хит-парад радио «Вероника» слушали каждую субботу днем в течение двух-четырех часов. Драйер был также первым представителем этого хит-парада, который появился и в печати с 9 января 1965 года.

## Сегодня
В настоящее время Dutch Top 40 транслирует радиостанция Radio 538 каждую пятницу с 14.00 до 18.00.